# Tour de Mumbai 2011
Die 1. Tour de Mumbai wurde von zwei Eintagesrennen in Indien gebildet, die am 11. und 13. Februar 2011 stattfanden. Beide waren Teil der UCI Asia Tour 2011 und innerhalb dieser jeweils in die Kategorie 1.1 eingestuft.

## Teilnehmer
Mit dem Team RadioShack und Liquigas-Cannondale standen zwei ProTeams am Start. Hinzu kam das Professional Continental Team Type 1 sowie zwölf weitere kleinere Mannschaften aus Asien und Ozeanien. Ferner wurden Nationalmannschaften aus Bahrain, Kasachstan und Usbekistan eingeladen.

## Tour de Mumbai I
Die Kulisse für das erste der beiden Eintagesrennen bildete der Nashik Cyclothon, welcher über eine Distanz von 175,5 Kilometern auf einem flachen Kurs in und um die Stadt Nashik, einige Kilometer östlich von Mumbai gelegen, ausgetragen wurde. Im Massensprint war der Italiener Elia Viviani von Liquigas-Cannondale erfolgreich, der noch wenige Tage zuvor den Gran Premio Costa degli Etruschi gewonnen hatte. Er verwies den Australier Robbie McEwen vom anderen ProTeam RadioShack und den Südafrikaner Tyler Day auf die Plätze. Als 13. wurde Florian Bissinger vom österreichischen Team ARBÖ Gebrüder Weiss-Oberndorfer bester Deutscher.

### Endstand
|     | Fahrer            | Nation                 | Team                       | Zeit         |
| --- | ----------------- | ---------------------- | -------------------------- | ------------ |
| 1.  | Elia Viviani      | Italien                | Liquigas-Cannondale        | 4:12:27 h    |
| 2.  | Robbie McEwen     | Australien             | Team RadioShack            | gleiche Zeit |
| 3.  | Tyler Day         | Vereinigte Staaten     | Team Bonitas               | gleiche Zeit |
| 4.  | Robert Hunter     | Sudafrika              | Team RadioShack            | gleiche Zeit |
| 5.  | Ian Wilkinson     | Vereinigtes Konigreich | Endura Racing              | gleiche Zeit |
| 6.  | Hossein Nateghi   | Iran                   | Vali ASR Kerman            | gleiche Zeit |
| 7.  | Jaan Kirsipuu     | Estland                | Champion System            | gleiche Zeit |
| 8.  | Malcolm Lange     | Sudafrika              | Team Bonitas               | gleiche Zeit |
| 9.  | Johann Rabie      | Sudafrika              | Team Bonitas               | gleiche Zeit |
| 10. | Martijn Verschoor | Niederlande            | Team Type 1-Sanofi Aventis | gleiche Zeit |

## Tour de Mumbai II
Das zweite Rennen der Tour de Mumbai fand direkt in der Innenstadt von Mumbai statt. Ein 14 Mal zu absolvierender, flacher Rundkurs – insgesamt 108 Kilometer lang – bildete den sogenannten Mumbai Cyclothon. Auch dieses Rennen endete wieder in einem Massensprint, dieses Mal war mit Robert Hunter ein Fahrer des anderen ProTeams RadioShack erfolgreich, während Viviani nur der zweite Rang blieb. Als 21. war Christoph Springer von SP Tableware bester Deutscher.

### Endstand
|     | Fahrer               | Nation                 | Team                       | Zeit         |
| --- | -------------------- | ---------------------- | -------------------------- | ------------ |
| 1.  | Robert Hunter        | Sudafrika              | Team RadioShack            | 1:47:07 h    |
| 2.  | Elia Viviani         | Italien                | Liquigas-Cannondale        | gleiche Zeit |
| 3.  | Jonathan McEvoy      | Vereinigtes Konigreich | Motorpoint                 | gleiche Zeit |
| 4.  | Ian Wilkinson        | Vereinigtes Konigreich | Endura Racing              | gleiche Zeit |
| 5.  | Ian Bibby            | Vereinigtes Konigreich | Motorpoint                 | gleiche Zeit |
| 6.  | Malcolm Lange        | Sudafrika              | Team Bonitas               | gleiche Zeit |
| 7.  | Hossein Nateghi      | Iran                   | Vali ASR Kerman            | gleiche Zeit |
| 8.  | Tyler Day            | Vereinigte Staaten     | Team Bonitas               | gleiche Zeit |
| 9.  | Tiziano Dall’Antonia | Italien                | Liquigas-Cannondale        | gleiche Zeit |
| 10. | Alessandro Bazzana   | Italien                | Team Type 1-Sanofi Aventis | gleiche Zeit |